# Mary Burns
Mary Burns (29 tháng 9 năm 1821 – 7 tháng 2 năm 1863) là một nữ công nhân người Ailen. Bà là vợ không kết hôn chính thức của Friedrich Engels.
Mary Burns là con gái của ông Michael Burns (Byrne), một thợ nhuộm trong xưởng dệt vải bông, và bà Mary Conroy. Gia đình của bà có thể xuất thân từ vùng Deansgate. Bà có một người em gái là Lydia, còn gọi là Lizzie Burns (1827–1878) và một người cháu gọi bằng cô tên là Mary Ellen Burns (sinh năm 1859). Sau đó Mary Burns đến sống ở khu Salford tại Manchester ở Anh. Bà gặp Friedrich Engels vào đầu năm 1843 khi ở Manchester, và bà có thể là người đã hướng dẫn cho Engels đi khảo sát thực địa các khu dân cư trong vùng, trong đó gồm những khu ổ chuột nghèo khổ nhất ở Salford và Manchester. Kết quả khảo sát chính là tư liệu cho tác phẩm Tình cảnh giai cấp công nhân Anh của Engels.
Bà Mary và Engels sống với nhau như vợ chồng đến khi bà qua đời ở tuổi 41 vào ngày 7 tháng 2 năm 1863. Hai vợ chồng Engels và Mary Burns không chính thức kết hôn vì họ phản đối hình thức kết hôn tồn tại trong chế độ tư bản lúc đó. 
Sau khi Mary mất, Engels sống chung với của em gái bà Mary là Lizzie Burns. Ông chính thức kết hôn với bà Lizzie vào ngày 11 tháng 9 năm 1878, chỉ vài giờ trước khi Lizzie qua đời.
Sử liệu không ghi chép nhiều về cuộc đời của bà Mary Burns, và cũng không có hình ảnh nào về bà còn lưu lại.  Trong thư chia buồn của Karl Marx gửi Engels, Marx miêu tả bà Mary là người rất tốt tính và dí dỏm. Bức thư của bà Eleanor Marx, con gái Karl Marx, miêu tả bà Mary Burns là người rất xinh đẹp, dí dỏm và dễ mến, nhưng bà mắc tật xấu uống rượu quá nhiều.